# Stefan Mirowski

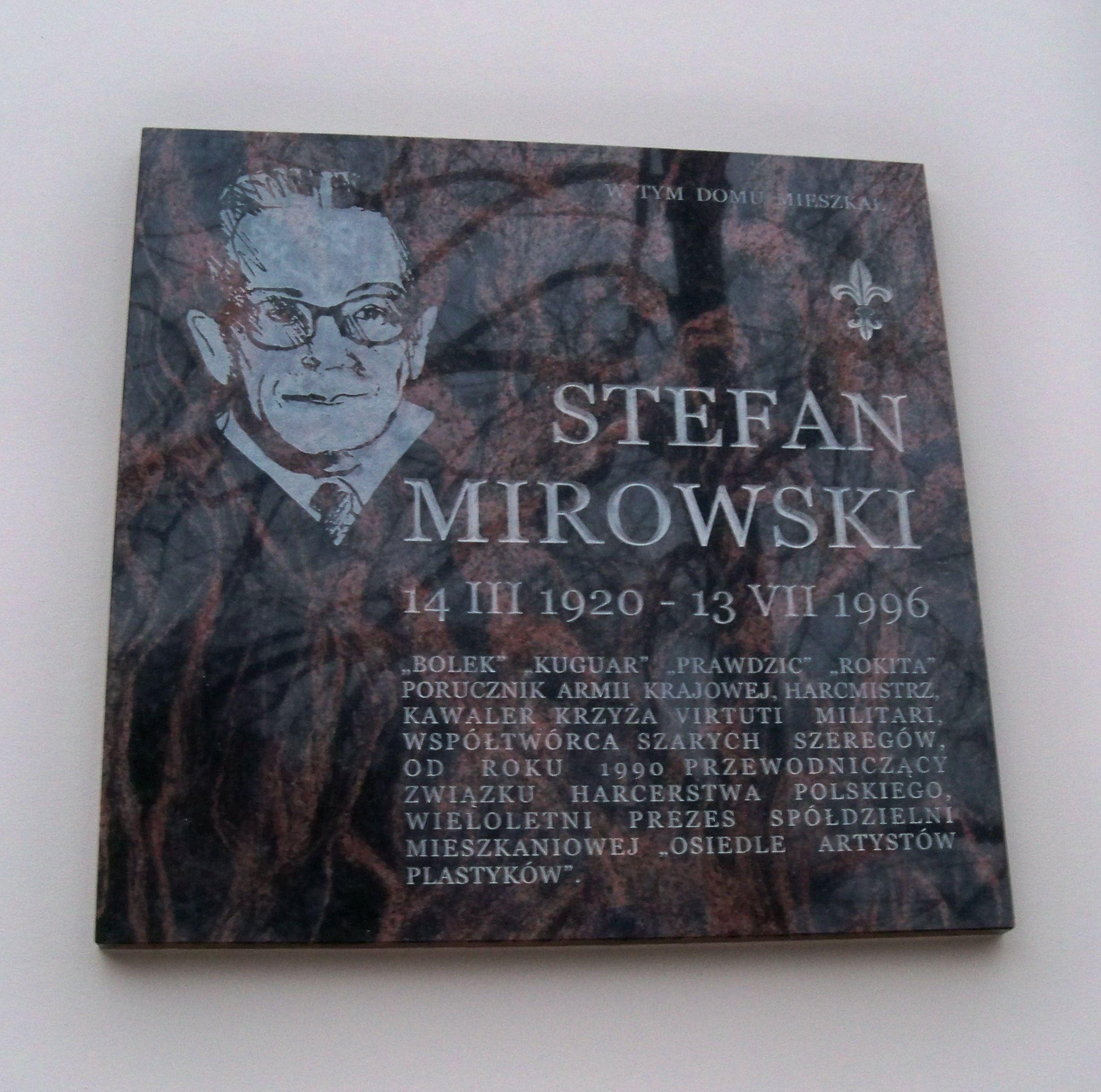
Tablica upamiętniająca Stefana Mirowskiego na domu przy ul. Filtrowej 83 w Warszawie

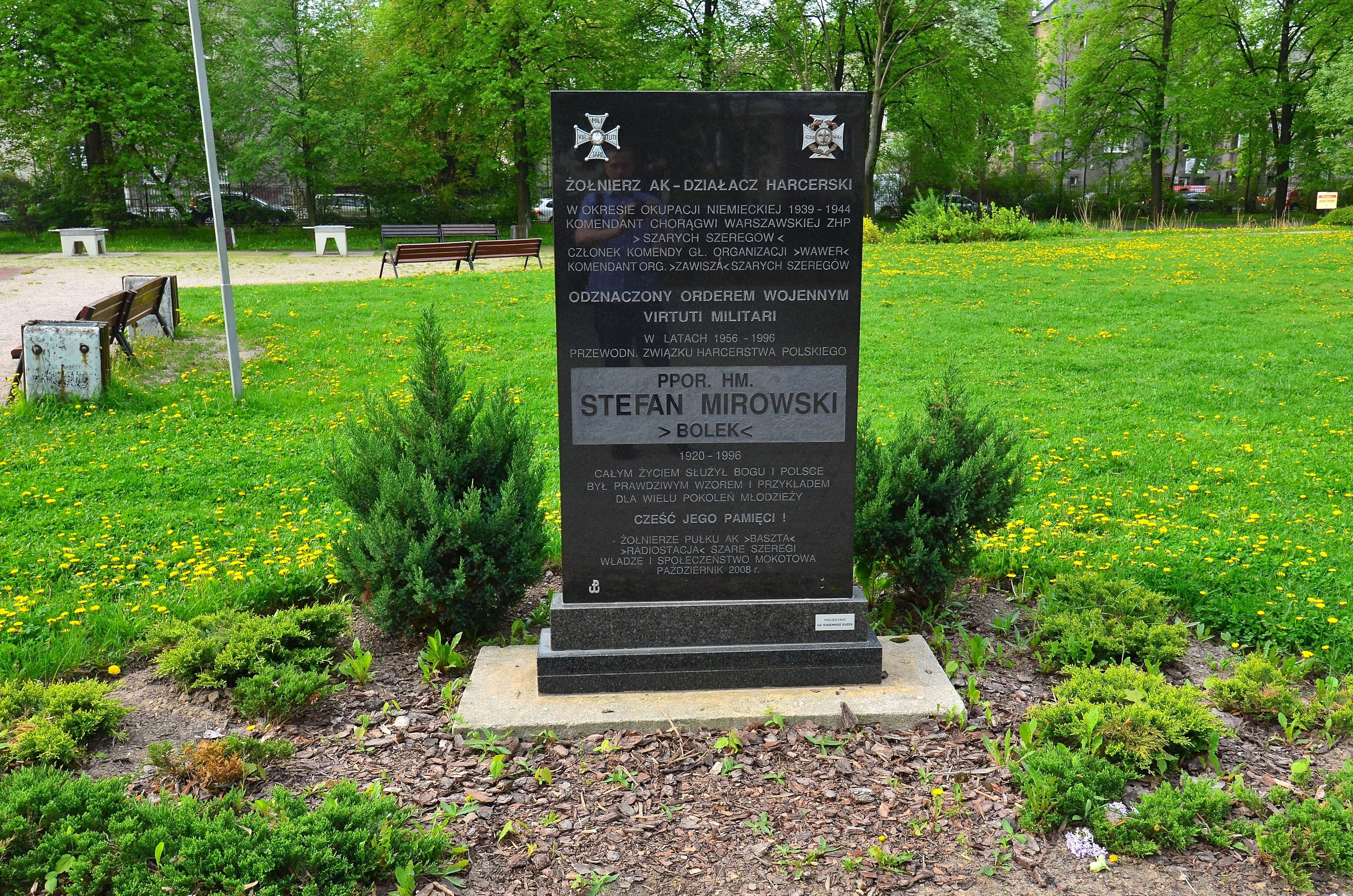
Tablica upamiętniająca Stefana Mirowskiego na terenie II Ogrodu Jordanowskiego przy ul. Odyńca 6 w Warszawie

Stefan Mirowski ps. Bolek, Radlewicz, Nosowicz II, Prawdzic, Berek (ur. 14 marca 1920 w Warszawie, zm. 13 lipca 1996 w Oslo) – instruktor Związku Harcerstwa Polskiego, harcmistrz, porucznik Armii Krajowej w Szarych Szeregach, specjalista w zakresie normalizacji i metrologii.

## Życiorys

### Dzieciństwo i młodość
Syn Adama Mirowskiego, inżyniera hutnika i Heleny z Hertzów, nauczycielki gimnazjalnej języka niemieckiego. Wraz z bratem Tadeuszem uczył się w Gimnazjum Towarzystwa Szkoły Ziemi Mazowieckiej przy ul. Klonowej 16 w Warszawie. W 1937 roku obaj bracia zdali maturę. W działającej przy gimnazjum 21 Drużynie Harcerskiej im. gen. Ignacego Prądzyńskiego przeszedł kolejne szczeble harcerskiego wtajemniczenia, od szeregowego, przez zastępowego aż do funkcji przybocznego. Był komendantem wielu obozów letnich 21 DH. Był uczestnikiem Jamboree w Gödöllő na Węgrzech (1933), Jubileuszowego Zlotu ZHP w Spale (1935) i Jamboree w Vogelenzang w Holandii (1937). Jako swoje credo życiowe przyjął hasło, ówcześnie rzucone przez naczelnego skauta gen. Roberta Baden-Powella: Szukajcie przyjaciół!. W 1937 roku podjął studia wyższe, aktywnie uczestnicząc w Akademickim Kręgu Starszoharcerskim „Kuźnica”. Nie zerwał jednak kontaktu z macierzystą drużyną. W lipcu 1939 roku prowadził ostatni przed II wojną światową obóz drużyny w Nowosiółkach nad rzeczką Szczarą, dopływem Niemna.
W latach 1937–1939 studiował na Wydziale Matematyczno-Przyrodniczym Uniwersytetu im. Józefa Piłsudskiego w Warszawie oraz na Wydziale Budowy Maszyn Politechniki Warszawskiej. Podczas okupacji niemieckiej kontynuował studia na Wydziale Mechaniki Państwowej Wyższej Szkoły Budowy Maszyn i Elektrotechniki im. Hipolita Wawelberga i Stanisława Rotwanda.

### II wojna światowa
Wybuch wojny zastał go w Krakowie, skąd rowerem i pieszo dotarł do Warszawy w dniu 12 września. Już następnego dnia zameldował się w siedzibie Pogotowia Harcerskiego przy ul. Dzielnej 36.
We wrześniu 1940 został powołany na funkcję komendanta Hufca Mokotów Górny w Warszawskiej Chorągwi Szarych Szeregów (Ul „Wisła”). Organizator i pierwszy komendant „Zawiszy” w Szarych Szeregach, kierownik wydziału Głównej Kwatery Szarych Szeregów „Pasieki”. Był także członkiem Komendy Głównej organizacji „Wawer”, brał udział w licznych akcjach małego sabotażu. Współtwórca Akcji „M” (Młodzież), redaktor pisma „Wigry”. Po aresztowaniu naczelnika Szarych Szeregów Floriana Marciniaka i objęciu tej funkcji przez Stanisława Broniewskiego „Orszę” został komendantem Ula „Wisła”. Organizował w chorągwi szkolenia wojskowe, dywersyjne i w zakresie metodyki harcerskiej. Od marca 1943 był też wizytatorem Lwowskiej Chorągwi Szarych Szeregów (Ul „Lew”) z ramienia „Pasieki”.
Jego brat Tadeusz Mirowski, poległ 1 czerwca 1943 w Warszawie, broniąc się przed zatrzymaniem przez patrol żandarmerii.
W grudniu 1942 roku ukończył kurs Szkoły Podchorążych Rezerwy Piechoty „Agricola” AK w stopniu sierżanta podchorążego, a 1 maja 1944 został awansowany do stopnia podporucznika Armii Krajowej.
Po podporządkowaniu Ula „Wisła” warszawskim obwodom AK dowodził Blokiem „Prochownia”, przydzielonym do VI Obwodu (Ochota). Otrzymał przydział do II plutonu 3. kompanii Batalionu „Zośka”. Podczas powstania warszawskiego 12 sierpnia 1944 aresztowany wraz z żoną i mieszkańcami okolicznych domów, i wysiedlony do obozu przejściowego w Pruszkowie. Uciekł z transportu do obozu koncentracyjnego w Oświęcimiu, ukrywał się w Podkowie Leśnej i pod Piasecznem.

### Działalność powojenna
W latach 1945–1948 pełnił funkcję zastępcy komendanta Warszawskiej Chorągwi ZHP. Współdziałał przy reaktywowaniu 21 Warszawskiej Drużyny Harcerskiej. Usunięty z ZHP w 1949. Powrócił do służby w 1956 roku, biorąc udział w odrodzeniu ZHP podczas Krajowego Zjazdu Działaczy Harcerskich w Łodzi, zwanego Zjazdem Łódzkim. Pełnił potem funkcję sekretarza Centralnej Komisji Weryfikacyjnej Instruktorów. Wraz z odejściem Aleksandra Kamińskiego z funkcji przewodniczącego RN ZHP w 1959 odszedł z ZHP.
Pracę zawodową rozpoczął w 1947 w Ministerstwie Przemysłu i Handlu, następnie pełnił funkcję zastępcy naczelnika Wydziału Prac Naukowo–Badawczych w Państwowej Komisji Planowania Gospodarczego. W 1951 zwolniony z pracy z powodu „niewłaściwej” postawy politycznej i wcześniejszej przynależności do AK. W późniejszych latach pracował w Polskim Komitecie Normalizacji, Miar i Jakości, był głównym specjalistą w Centralnym Ośrodku Informacji Normalizacyjnej i Metrologicznej. Od 1951 był współredaktorem branżowego pisma naukowo-technicznego „Normalizacja”. W latach 80. współzałożyciel i przewodniczący Komisji Zakładowej Niezależnego Samorządnego Związku Zawodowego „Solidarność”. Odmówił podpisania deklaracji lojalności i wystąpienia z „Solidarności” i został przeniesiony na wcześniejszą emeryturę. W okresie stanu wojennego prowadził kolportaż wydawnictw drugiego obiegu, organizował też pomoc materialną dla rodzin internowanych. 
Działał w Społecznym Komitecie Opieki nad Grobami Poległych Żołnierzy Batalionu „Zośka”. Współpracował z powstałym w 1988 roku Kręgiem Instruktorów ZHP i Wychowawców „Ruch Kamykowy” oraz z powstałą w 1984 Komisją Historyczną Szarych Szeregów.
Do pracy w harcerstwie powrócił ponownie w 1989, aktywnie uczestniczył w przeprowadzaniu zmian w ZHP ukoronowanych przywróceniem tradycyjnego Przyrzeczenia i Prawa Harcerskiego na XXVIII Zjeździe ZHP w grudniu 1990 roku. Na tym zjeździe został wybrany na funkcję Przewodniczącego ZHP.
Był autorem ponad 200 prac na temat normalizacji technicznej.

## Śmierć i upamiętnienie

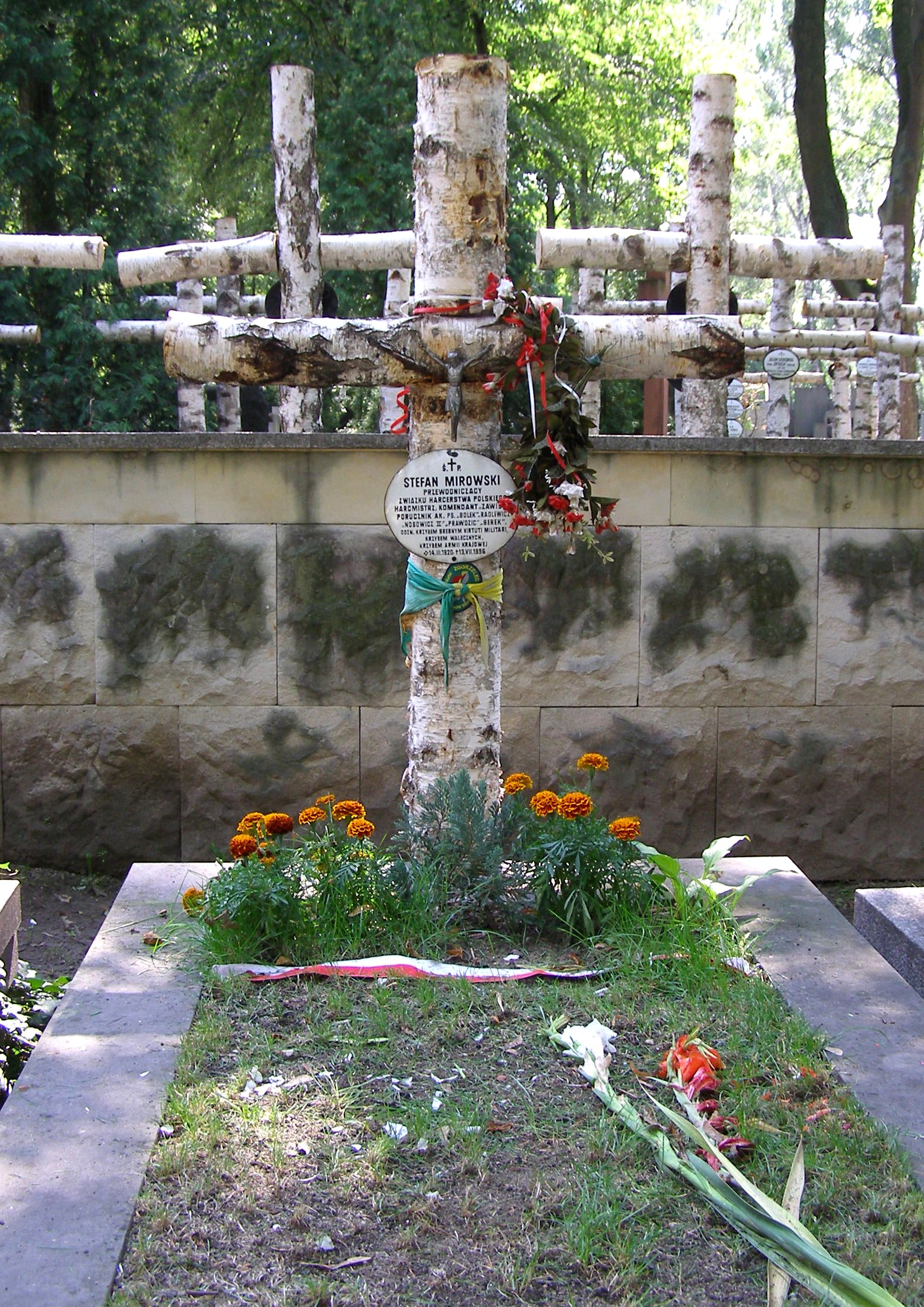
Grób hm. Stefana Mirowskiego na Cmentarzu Wojskowym na Powązkach w Warszawie

Harcmistrz Stefan Mirowski zmarł nagle podczas światowej konferencji skautowej w Oslo, gdzie przewodniczył delegacji odbierającej certyfikat potwierdzający członkostwo ZHP w WOSM – Światowej Organizacji Ruchu Skautowego.
Został pochowany na Cmentarzu Wojskowym na Powązkach w Warszawie (kwatera A20-1-6). Od 2004 roku jest bohaterem Chorągwi Dolnośląskiej ZHP.
10 października 2008 roku w Ogrodzie Jordanowskim przy ul. Antoniego Odyńca na warszawskim Mokotowie odsłonięto tablicę memoratywną ku czci harcmistrza Stefana Mirowskiego.
Tablicę upamiętniającą Stefana Mirowskiego umieszczono również na domu przy ul. Filtrowej 83 w Warszawie.

## Kalendarium życia
- 14 marca 1920 – urodził się w Warszawie, jako drugi syn Adama i Heleny Mirowskich
- 28 lutego 1932 – złożył Przyrzeczenie Harcerskie w zastępie „Lisów” w 21 WDH im. gen. Ignacego Prądzyńskiego
- 2–14 sierpnia 1933 – uczestniczył w Jamboree w Gödöllö na Węgrzech
- 11–25 lipca 1935 – uczestniczył w Jubileuszowym Zlocie Harcerstwa w Spale
- maj 1937 – zdał maturę w Gimnazjum Towarzystwa Szkoły Mazowieckiej przy ul. Klonowej 16 w Warszawie
- 29 lipca – 13 sierpnia 1937 – uczestniczył w Jamboree w Vogelenzang w Holandii
- 1937–1939 – studiował na Wydziale Matematyczno-Przyrodniczym Uniwersytetu im. Józefa Piłsudskiego w Warszawie i na Wydziale Budowy Maszyn Politechniki Warszawskiej
- 1937–1939 – był członkiem Akademickiego Kręgu Starszoharcerskiego „Kuźnica”
- 1939 – ukończył obóz szkoleniowy Legii Akademickiej w stopniu starszego strzelca z cenzusem
- lato 1940 – kierował zespołem chłopców na półkolonii w mokotowskim Stołecznym Komitecie Samopomocy Społecznej przy ul. Puławskiej 91
- wrzesień 1940 – pod pseudonimem „Bolek” objął funkcję komendanta Hufca Mokotów Górny w Chorągwi Warszawskiej Szarych Szeregów „Ul Wisła” i Obwodu Mokotów Górny Organizacji Małego Sabotażu „Wawer”
- wiosna 1941 – wprowadził do Szarych Szeregów i przyjął przyrzeczenie od 7-osobowego zespołu Kręgu Starszoharcerskiego „Pomarańczarnia” (23 WDH), kierowanego przez Tadeusza Zawadzkiego „Zośki”
- 22 czerwca 1941 – stał się jednym ze współautorów programu Dziś, jutro, pojutrze
- wrzesień 1941 – pod pseudonimem „Bolesław Radlewicz” został komendantem Okręgu Południe w „Ulu Wisła”, a pod pseudonimem „Nosowicz II” komendantem Okręgu Południe w Organizacji Małego Sabotażu „Wawer”
- lipiec-grudzień 1942 – wziął udział w II turnusie Zastępczych Kursów Szkoły Podchorążych Rezerwy Piechoty AK, po ukończeniu których awansował do stopnia kaprala podchorążego
- wrzesień 1942 – organizował na Mokotowie pierwszą drużynę harcerzy w wieku 12–15 lat, której patronował Romuald Traugutt
- od 3 listopada 1942 – pełnił funkcję pierwszego komendanta Zawiszy
- styczeń 1943 – otrzymał stopień podharcmistrza
- maj 1943 – marzec 1944 – kierował Wydziałem Zawiszy w Głównej Kwaterze „Pasiece”
- 6 maja 1943 – 14 marca 1944 – pełnił funkcję komendanta Chorągwi Warszawskiej „Ula Wisła”
- 15 sierpnia 1943 – awansował na stopień harcmistrza
- 24 sierpnia 1943 – uczestniczył w pogrzebie hm. ppor. Tadeusza Zawadzkiego „Zośki”
- wrzesień 1943 – opracował instrukcję Służby Pomocniczej „Mafeking”
- 15 marca – 6 czerwca 1944 – kierował „Blokiem Prochownia” (Ochota)
- 1 maja 1944 – awansował na podporucznika
- 6 czerwca – 1 sierpnia 1944 – ponownie kierował Chorągwią Warszawską „Ulem Wisła”
- 1 sierpnia 1944 – wziął ślub z Ireną Tyszkiewicz w kaplicy Sióstr Urszulanek na Powiślu
- 1–12 sierpnia 1944 – niósł służbę pomocniczą wśród ludności cywilnej na Ochocie podczas Powstania Warszawskiego
- wrzesień 1944 – styczeń 1945 – członek Głównej Kwatery „Pasieki” w Krakowie
- 1945 – uzyskał absolutorium i tytuł inżyniera Wyższej Szkoły Budowy Maszyn im. H. Wawelberga i S. Rottwanda w Warszawie
- 1945–1948 – pełnił funkcję zastępcy komendanta Chorągwi Warszawskiej ZHP i członka Komendy Hufca Śródmieście
- 1947 – inspektor w Departamencie Techniki Ministerstwa Przemysłu i Handlu
- 1949–1951 – starszy inspektor w Departamencie Techniki Państwowej Komisji Planowania Gospodarczego
- 1951–1981 – starszy inspektor w Wydziale Prac Naukowo-Badawczych w Polskim Komitecie Normalizacyjnym, Głównym Urzędzie Miar, Głównym Instytucie Pracy, Centralnym Instytucie Ochrony Pracy (Polskim Komitecie Normalizacji, Miar i Jakości)
- 8–9 grudnia 1956 – razem z hm. Janem Rossmanem prowadził Krajową Konferencję Młodych Działaczy Harcerstwa Polskiego w Muzeum Historycznym m.st. Warszawy
- 9–10 grudnia 1956 – brał udział w Ogólnopolskiej Naradzie Działaczy Harcerskich w Łodzi (Zjazd Łódzki)
- 1957–1958 – sekretarz Komisji Weryfikacyjnej przy Naczelnej Radzie Harcerskiej
- 1958–1959 – instruktor Hufca Filtry
- 1980–1981 – kierował Komisją Zakładową NSZZ „Solidarność” w Polskim Komitecie Normalizacji, Miar i Jakości
- od 1984 – współpracował z Komisją Historyczną Szarych Szeregów przy Archiwum Państwowym m.st. Warszawy
- 21 października 1989 – jeden z czterech sygnatariuszy listu do władz państwowych w obronie ZHP, znanego jako list „Bandy Czworga”
- 5–7 grudnia 1990 – został wybrany na Przewodniczącego ZHP na XXVIII Zjeździe w Bydgoszczy, Naczelnikiem ZHP został hm. Ryszard Pacławski
- 1991 – współorganizował z hm. Marią Hrabowską Harcerski Rejestr Represjonowanych po 1944 r. przez władze komunistyczne
- 10 sierpnia 1992 – władze ZHP na czele z hm. Stefanem Mirowskim wystosowały oficjalne prośby do władz Światowej Organizacji Ruchu Skautowego (WOSM) i Światowego Stowarzyszenia Przewodniczek i Skautek (WAGGGS) o przywrócenie członkostwa
- 1993 – ponowny wybór na Przewodniczącego ZHP podczas XXIX Zjazdu w Warszawie
- 1995 – uczestnik Światowego Zlotu ZHP w Zegrzu
- lipiec 1996 – podczas XXXIV Światowej Konferencji WOSM w Oslo przedstawicielom ZHP, w tym hm. Stefanowi Mirowskiemu, wręczono certyfikat członkowski
- 13 lipca 1996 – śmierć hm. Stefana Mirowskiego podczas Światowej Konferencji WOSM w Oslo
- 22 lipca 1996 – pochowany na cmentarzu wojskowym na Powązkach przy Kwaterze Batalionu „Zośka”

## Odznaczenia
- Krzyż Srebrny Orderu Wojennego Virtuti Militari
- Krzyż Komandorski Orderu Odrodzenia Polski (pośmiertnie)[3]
- Krzyż Kawalerski Orderu Odrodzenia Polski
- Krzyż Walecznych
- Srebrny Krzyż Zasługi z Mieczami
- Krzyż Armii Krajowej
- Złoty Krzyż „Za Zasługi dla ZHP” z Rozetą i Mieczami